# Liste der Monuments historiques in Vernantes
Die Liste der Monuments historiques in Vernantes führt die Monuments historiques in der französischen Gemeinde Vernantes auf.

## Liste der Bauwerke
| Bezeichnung                               | Beschreibung                  | Standort | Kennzeichnung | Schutzstatus | Datum | Bild           |
| ----------------------------------------- | ----------------------------- | -------- | ------------- | ------------ | ----- | -------------- |
| Ehemalige Kirche Notre-Dame               | Erbaut ab dem 12. Jahrhundert | (Lage)   | PA00109400    | Inscrit      | 1964  | weitere Bilder |
| Ehemaliges Collège oder Kloster Le Loroux | Erbaut im 12. Jahrhundert     | (Lage)   | PA49000078    | Inscrit      | 2008  |                |

## Liste der Objekte
- Monuments historiques (Objekte) in Vernantes in der Base Palissy des französischen Kultusministeriums